# 紀元前8年
紀元前8年（きげんぜん8ねん）。

## 他の紀年法
- 干支 : 癸丑
- 日本
  - 垂仁天皇22年
  - 皇紀653年
- 中国
  - 前漢 : 綏和元年
- 朝鮮
  - 高句麗 : 瑠璃明王12年
  - 新羅 : 赫居世50年
  - 百済 : 温祚王11年
  - 檀紀2326年
- 仏滅紀元 : 536年
- ユダヤ暦 : 3753年 - 3754年

## 誕生
- 王皇后、前漢の平帝の皇后（+ 57年）

## 死去
- 11月27日 - ホラティウス、ローマの詩人（* 紀元前65年）
- ガイウス・マエケナス、ローマの政治家で芸術家のパトロン（* 紀元前70年）
- 許皇后、前漢の成帝の皇后